# Centre médical Chaim Sheba
Le Centre médical Chaim-Sheba (hébreu : המרכז הרפואי ע"ש חיים שיבא - תל השומר), souvent désigné comme l'hôpital Tel HaShomer, situé à Ramat Gan (district de Tel Aviv), dans le quartier de Tel HaShomer, est le plus grand hôpital d’Israël.

## Description
Il est renommé dans le monde entier pour ses services hospitaliers, ses domaines de recherche et les soins prodigués aux patients. Il a été créé en 1948, un mois après la proclamation de l’indépendance d’Israël.
Le Centre médical Chaim Sheba possède une aile militaire dédiée à Tsahal.
Il se situe à l’est de la ville de Ramat Gan (Tel HaShomer) dans le district de Tel Aviv sous l’autorité du Medical Corps (en).

## Histoire
L’hôpital Tel HaShomer a pris le nom de Chaim Sheba Medical Center en référence à Chaim Sheba (en), professeur de médecine à l'université hébraïque de Jérusalem et ministre de la Santé, qui l'a dirigé dès 1953. Pendant son mandat de Directeur général de cet hôpital, Chaim Sheba a été responsable de la gestion de l'épidémie de teigne qui sévissait alors, et à ce titre impliqué dans ce qui a été appelé l'affaire des enfants de la teigne ; Ch. Sheba a recommandé le recours à la radiothérapie, selon un usage qui a pu être en vigueur dans d'autres pays ; des dizaines de milliers d'enfants ont été atteints de cancers après avoir été exposés aux radiations.
C’est dans cet hôpital que la célèbre chanteuse israélienne Ofra Haza est décédée le 23 février 2000.
Plongé dans un coma artificiel, l'ancien Premier ministre israélien Ariel Sharon est hospitalisé à Sheba de 2006 jusqu'à son décès en 2014.

## Hôpital pour enfants Edmond et Lily Safra
Fondé en 2002 avec le soutien de la Fondation Edmond J. Safra, la section pédiatrique du Centre médical Chaim Sheba prodigue des soins aux enfants d'Israël, de l'Autorité Palestinienne ainsi que de plusieurs pays du Proche et Moyen-Orient.
L'hôpital fournit ainsi des diagnostics et traitements dans de nombreux domaines : médecine prématurée, hémato-oncologie et transplantation de cellules souches, chirurgie, immunologie, oncologie, radiologie et imagerie, syndrome de Louis-Bar, gastroentéerologie, rhumatologie, chirurgie des malformations congénitales. Les équipes pédiatriques contribuent également à des études et recherches internationales de premier plan,.
L'hôpital pour enfants traite 60 000 patients chaque année. Il a entre autres pris en charge une partie des otages libérés après l'attaque du Hamas contre Israël de 2023 et a été salué pour sa préparation et sa rapidité à fournir des soins médicaux et psychologiques.

## Galerie d'images

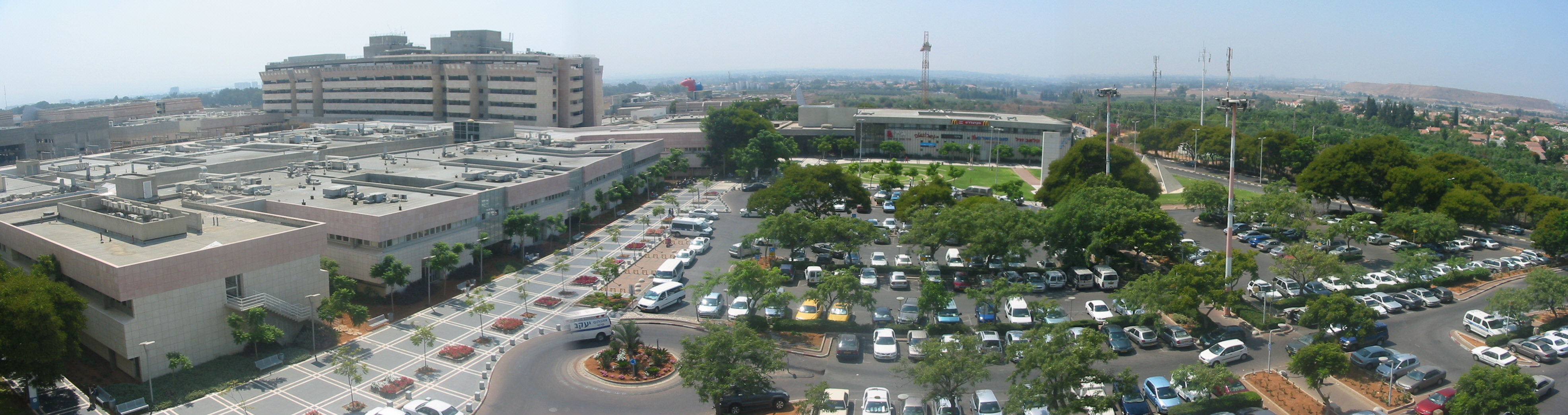
Bâtiment principal du Centre médical Chaim-Sheba.

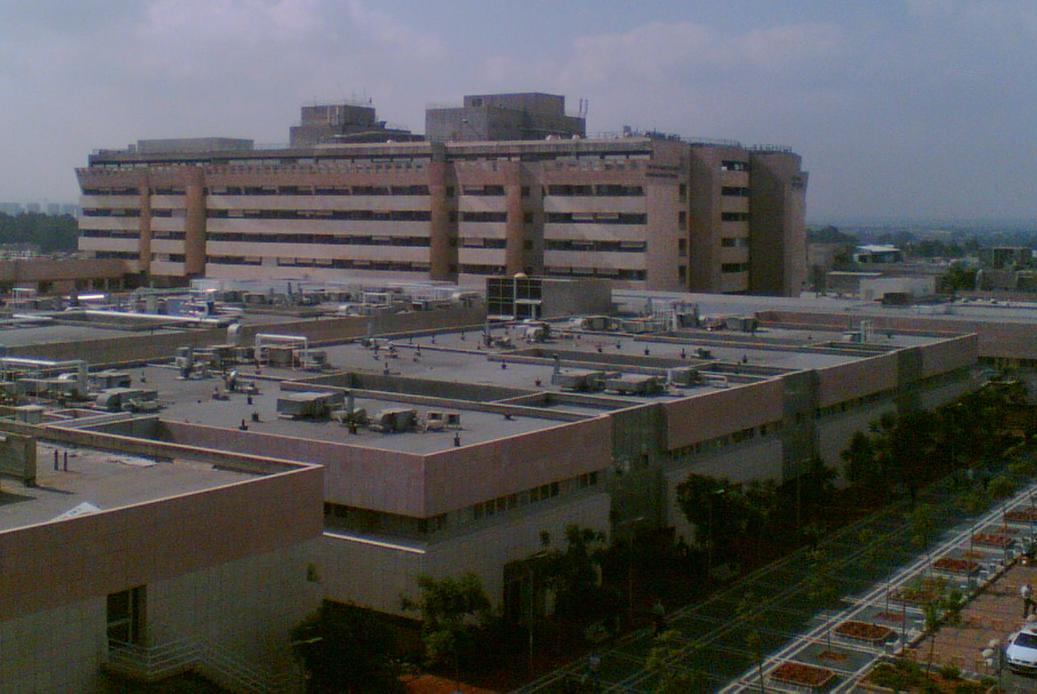
Sheba Medical Center.
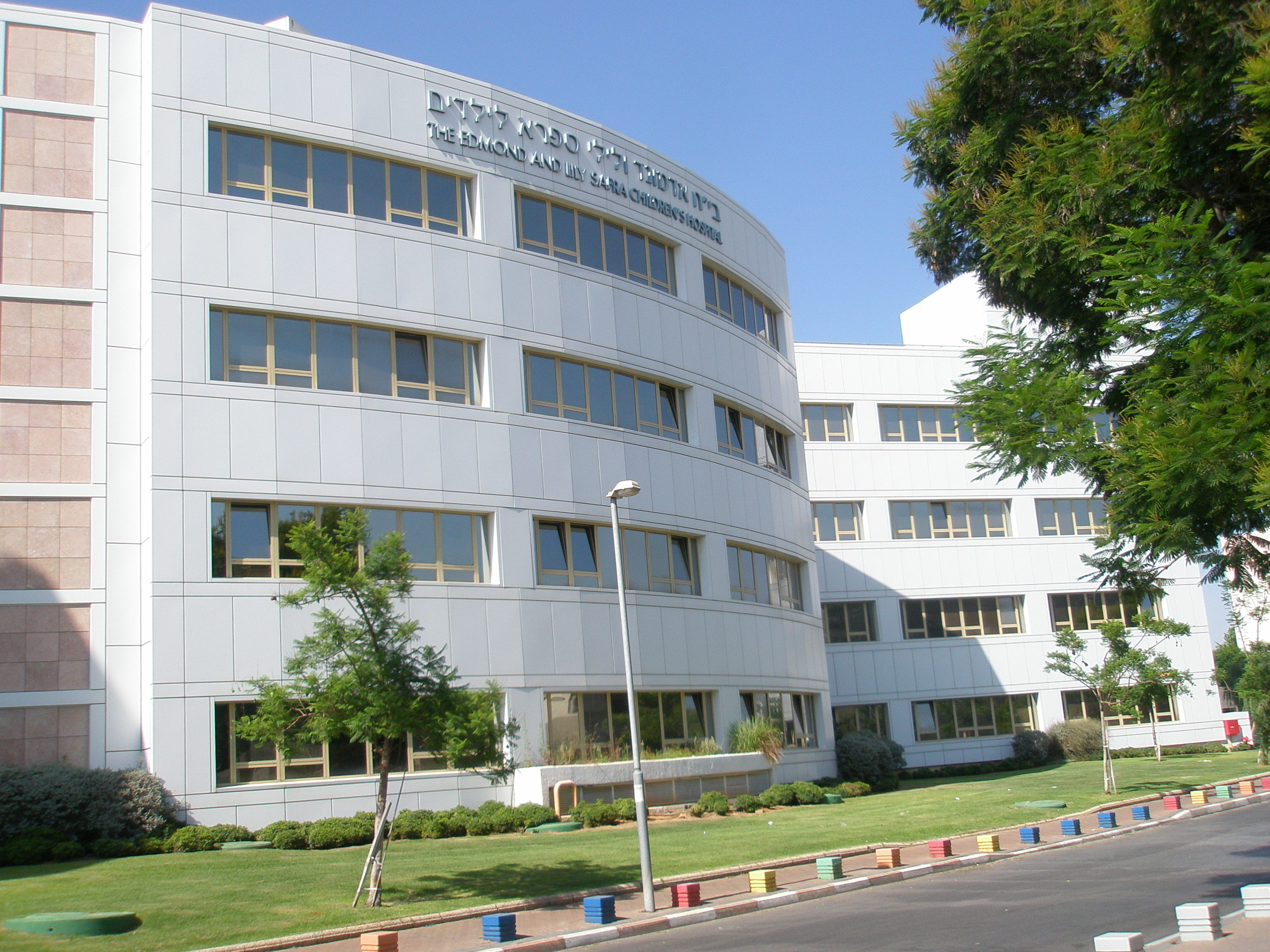
Pédiatrie.
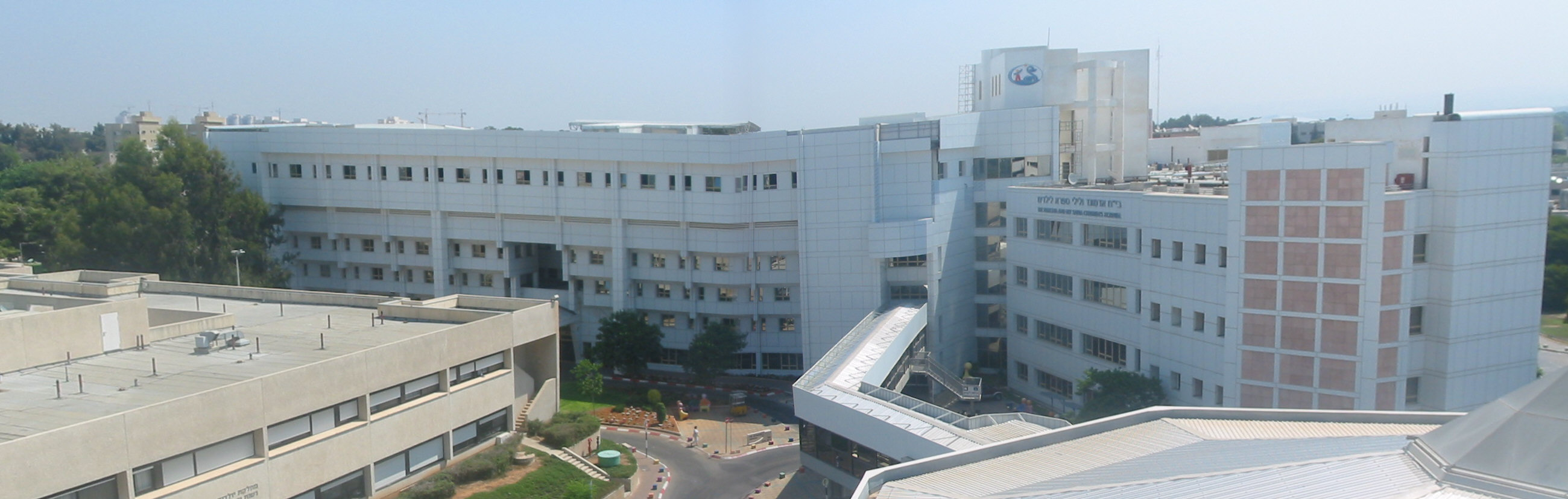
Pédiatrie.
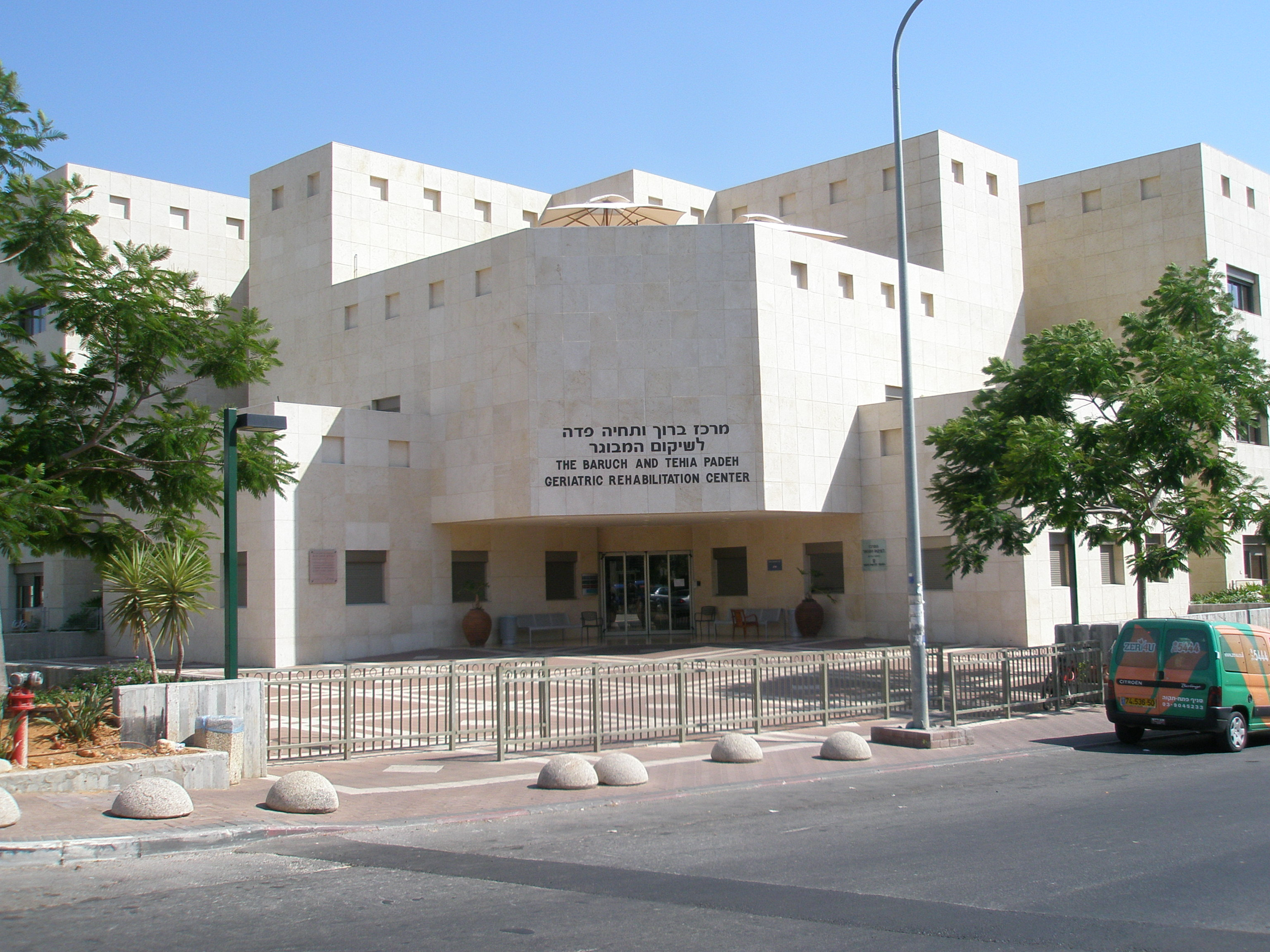
Gérontologie.